# Brokpa
Les Brokpas sont une petite communauté de Dardes qui a migré vers les régions orientales du Cachemire dans un passé lointain.

## Langue
Ils parlent une langue appelée brokskat, une langue indo-européenne shina, qui est inintelligible avec les autres dialectes shina.

## Répartition géographique
On les trouve principalement dans le territoire de l'Union indienne du Ladakh, mais quelques-uns aussi dans le Baltistan administré par le Pakistan. On les trouve principalement à Dha, Hanu, Beama, Garkon, Darchiks, Batalik, Sharchay et Chulicha.
Une partie de la communauté se trouve également sur le plateau de Deosai (en), juste au-delà de la Ligne de contrôle, dans les villages de Ganoaks, Morol, Dananusar et Chechethang au Baltistan. 

## Religion
Les Brokpas du district de Leh sont majoritairement bouddhistes(ce qui ne les empêche pas de pratiquer l'animisme ou le bön), tandis que ceux du district de Kargil sont majoritairement musulmans. Un petit pourcentage d'entre eux pratiquent également l'hindouisme .

## Origine
Ils estiment descendre des soldats aryens d'Alexandre le Grand, ce qui a pu entraîner le curieux tourisme d'Occidentaux cherchant à adopter de purs enfants aryens

## Étymologie
Minaro est un nom alternatif pour les désigner. Brogpa est le nom donné par les Ladakhi à ce peuple. Il dérive de drukpa, qui signifie turc en tibétain (cf. " Drugu " pour un Turc ethnique). Alternativement, il peut simplement signifier འབྲོག་པ། (prononcé Brokpa au Ladakh), un mot tibétain désignant les nomades pastoraux.

## Mode de vie
« Nous ne nous marions qu’entre nous, explique Lundup Dorgey, ethnologue et lui-même darde-aryen. Nos us et coutumes comme le refus de consommer tout produit issu de la vache ne nous incitent pas au métissage. Notre “race” reste pure à 99,5 % » Pour préserver cette endogamie, la polygamie et la polyandrie sont toutes deux autorisées, et les couples qui ne parviennent pas à concevoir un enfant peuvent librement changer de partenaire.
Le changement climatique menace leur élevage des yaks

## Galerie

Brokpas en habits traditionnels
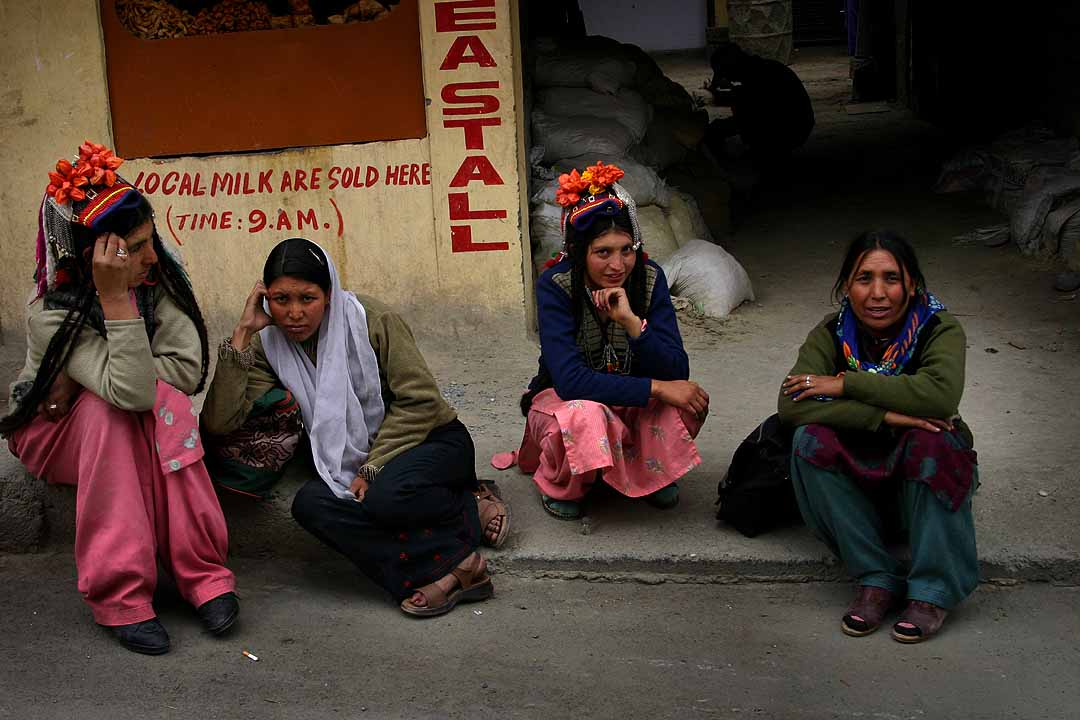